# Петрик Олег Олегович
Оле́г Оле́гович Пе́трик (нар. 16 жовтня 1977, Львів) — провідний соліст балету Львівського Національного Академічного театру опери та балету імені Соломії Крушельницької, народний артист України. Кандидат мистецтвознавства (2021).

## Біографічні відомості
Народився 16 жовтня 1977 року у м. Львові.
Закінчив Київську академію танцю та юридичний факультет Львівського національного університету імені Івана Франка.
З 1996 року працював у Львівському національному театрі опери і балету імені Соломії Крушельницької.
31 липня 2003 року у колишньому будинку культури будівельників, що на вулиці Стефаника, 10 у Львові Олег Петрик відкрив власну школу танцю(нині — спеціалізований мистецький позашкільний навчальний заклад освіти вищого рівня — «Школа хореографічної майстерності „Львівська академія танцю“»).
Указом Президента України № 866/2009 від 27 жовтня 2009 року «Про нагородження працівників культури і мистецтв Львівської області» Олегові Петрику присвоєне почесне звання Заслужений артист України.
У 2010 році спільно з народним артистом України Богданом Козаком створив кафедру хореографії на факультеті культури і мистецтв Львівського національного університету імені Івана Франка.
29 січня 2021 року Олег Петрик захистив дисертацію на здобуття наукового ступеня кандидата мистецтвознавства на тему: «Балетна трупа Львівського театру опери та балету другої половини XX—початку XXI століть: художньо-творчий аспект» (науковий керівник — професор, кандидат мистецтвознавства Підлипська Аліна Миколаївна).

## Творча діяльність
В репертуарі Олега Петрика є такі партії:
- Принц, китайський танець — «Лускунчик» П. Чайковського;
- Квазімодо — «Есмеральда» Ц. Пуньї;
- Кавалер — «Пахіта» Л. Мінкуса;
- Франц — «Коппелія» Л. Деліба;
- Блазень — «Лебедине озеро» П. Чайковського;
- Божок — «Баядерка» Л. Мінкуса;
- Шевчик — «Лілея» К. Данькевича;
- Колен — «Даремна обережність»;
- Меркуціо — «Ромео і Джульєтта» Сергія Прокоф'єва.

Окрім того артистичною візитівкою Олега Петрика є славнозвісний танець «Гопак» із «Тараса Бульби», у якому, за зізнанням артиста, для якісного стрибка «високий політ» він звертається до духу предків і згадує всю історію України.
Гастролі: Іспанія, Велика Британія, Швеція, Швейцарія, Нідерланди, Польща, Угорщина, Німеччина.
Наразі є художнім керівником балетної трупи UBT "Premiera" при Львівському національному університеті імені Івана Франка. Гастролі трупи проходять у країнах Європи з такими найвідомішими балетами як "Лебедине озеро" та "Лускунчик" Петра Чайковського, "Жизель" Адольфа Адана, "Дон Кіхот" Людвіга Мінкуса та іншими.